# Радојко Николић
Радојко Николић (Зеоке, 14.октобар 1933 — Чачак, 19. децембар 2004) био је књижевник, професор и педагог.

## Биографија
Радојко Николић је рођен у селу Зеоке 14. октобра 1933. године у угледној земљорадничкој породици. Основну школу је завршио у родном селу, а Гимназију у Чачку 1953. године. Након завршених студија југословенске књижевности и српскохрватског језика на Филолошком факултету у Београду, започео је свој радни век у Основној школи „Чедомир Васовић“ у Грабу. У тој драгачевској школи провео је само једну годину, а онда је прешао у Основну школу „Танаско Рајић“ у Љубићу, где је радио наредних деветнаест година. После завршетка студија психологије на Филозофском факултету у Београду 1978. године, запослио се као просветни саветник за Моравички округ у Међуопштинском заводу за унапређивање васпитања и образовања у Чачку. Од 1993. до 1997. године био је директор Градске библиотеке у Чачку. Преминуо је 19. децембра 2004. после краће болести.

## Књиге
Преовладавајуће тематско обележје у књижевном опусу Радојка Николића може се уочити у књигама Камена књига предака (1979), Сељакова душа на камену (1991), Каменописци народног образа (1998), а значајна је и књига о чувеном каменоресцу Радосав Чикириз (1989). Како и сам каже 25 година је провео проучавајући надгробне натписе и ликовне мотиве на гробљима западне Србије. У почетку га је водила истраживачка радозналост, а онда је то прерасло у дугорочну страст. На том путу га је пратила и подржавала супруга Боса. Занимљива је и Николићева књига Умирања животу једнака (1988), која је такође заснована на записима о смрти, али не на споменицима већ у матичним књигама. Ти записи из књиге умрлих су доступни од 1864. године , а занимљиво је да су у тим забелешкама евидентирани подаци везани за лични живот појединаца, као и сам узрок смрти. Такви подаци сведоче о духу времена и самом народу. Роман Успење на Овчар јасно поручује да човекова срећа лежи у раду и да само испуњено време може попунити личну празнину. Као резултат свеукупног истраживања, Николић је дошао до занимљивих података о миграцијама становништва у Чачку и околини. Нека од тих запажања су нашла место у књизи Корени и вреже (2002). Лични осврт на свет, догађаје и људе, са порукама универзалног карактера записане су у Пролазним приликама (2006).

## Периодика
Велики број чланака и радова објавио је у периодици. Писао је за Политику, Политику експрес, Чачански глас, Зборнику радова Народног музеја у Чачку, Градцу, Расковнику, Књижевним новинама, Таковским новинама и Драгачевском трубачу. Такође, стручне радове је објављивао у часописима Настава и васпитање и Глас библиотеке.

## Признања
Био је члан Удружења књижевника Србије и добитник је Вукове награде.